# Танелтон (Западна Вирџинија)
Танелтон (енгл. Tunnelton) град је у америчкој савезној држави Западна Вирџинија.

## Демографија
По попису из 2010. године број становника је 294, што је 42 (-12,5%) становника мање него 2000. године.
| Група             | 2000.       | 2010.       |
| Белци             | 334 (99,4%) | 290 (98,6%) |
| Афроамериканци    | 0 (0,0%)    | 1 (0,3%)    |
| Азијати           | 0 (0,0%)    | 0 (0,0%)    |
| Хиспаноамериканци | 2 (0,6%)    | 2 (0,7%)    |
| Укупно            | 336         | 294         |